# 動物映画
動物映画（どうぶつえいが） は、動物が作品中に頻繁に登場して、その動物が重要な役割を果たす時間的な割合の高い映画をいう。動物が主人公であったり、動物だけの世界を描いていたり、動物と人間との交流を描いていたりする。セル画アニメーション映画やクレイアニメ映画のように、動物が本物に見えないものは一般には動物映画に含まない。ファミリー映画に分類されるものが多い。

## 動物映画撮影上の困難

### 動物虐待疑惑
この種の作品では実際の動物を用いて撮影すると効果的である。その際、必ずと言って良いほど動物虐待疑惑が登場する。有名なところではなめ猫、子猫物語に始まり、近年では子ぎつねヘレン等でも同様に虐待を疑う記事が掲載された。海外でもイルカ保護のきっかけとも言えるわんぱくフリッパーなどでも掲載された。
動物を愛する映画を撮影するのに、必要以上の苦痛を動物に与えるのは本末転倒の誹りを免れない。ハリウッドの動物映画では動物愛護団体の要求に従って、動物が危険な目にあわされるシーンや苦痛を味わうシーンはすべて、動物を使わずに合成などを使っているので安心してみてくださいと表示がある。

### 計算できない撮影条件
また、動物の成長速度や寿命、NGの多さで撮影は大変といわれている。犬や猫といった主要な動物については、テレビや映画への出演に向いた、指示通りの演技が得意なタレント動物がアメリカや日本などでは飼育されており、そういった動物が出演することも多い。

## 動物映画の例
- キタキツネ物語 - キタキツネの家族を描く。
- クイール - 盲導犬の一生を描く。
- グース - 父子が卵から孵したカナダガンに「渡り」を教え越冬地まで誘導する。
- グレートハンティング
- 公園通りの猫たち
- 皇帝ペンギン - ペンギンの生活を描く。
- 子熊物語 - 子熊と負傷した雄熊の交流を描く。
- 子猫物語 - 親とはぐれた子猫の成長を描く。
- ジョーズ
- 鳥
- 南極物語 - 南極越冬隊員が泣く泣く昭和基地に置き去りにした犬が、厳しい環境を生き抜き、越冬隊員と再会する。
- ハチ公物語 - 忠犬ハチ公と飼主との愛情を描く。
- 101
- ベイブ
- 本日の猫事情
- 野生のエルザ、永遠のエルザ - ケニアの動物保護官夫妻が、親を射殺された仔ライオンを育て、野生に戻す。
- 馬
- こねこ（1996年に製作されたロシアの映画） - モスクワのある一家に来た子猫が、ふとしたはずみで迷子になってしまう[1]。
- 三匹荒野を行く (1963年、アメリカ)
- アンドレ 海から来た天使 (1994年、アメリカ)
- ベイブ (映画) （1995年アメリカ）
- 101 (1996年、アメリカ)
- マイティ・ジョー（1998年アメリカ）
- ベイブ/都会へ行く（1998年アメリカ）
- ドクター・ドリトル（1998年アメリカ）
- スチュアートリトル（1999年アメリカ）
- キャッツ&ドッグス（2001年アメリカ）
- 名犬ラッシー (2005年、イギリス・アメリカ・フランス・アイルランド)
- ディープ・ブルー (1999年の映画)
- アナコンダ (映画)
- ピーターラビット (映画)
- パディントン (映画)